# Sinfonia (Maw)
Nicholas Maw componeerde zijn Sinfonia in 1966 als opdracht van de Aspen Trust voor het Northern Sinfonia Orchestra. Het was zijn enige poging een soort symfonie te componeren. Later componeerde hij wel Odyssee van symfonische proporties, doch ook dat werk is geen symfonie in de betekenis van het woord.
Maw wordt wel gezien als een schakel tussen Gustav Mahler en Colin Matthews. De laatste werkte mee aan het gereedmaken voor uitvoering van diens tiende symfonie en was leerling van Maw. In deze sinfonia is die overgang tussen Mahler en Matthews goed te horen. In het eerste en derde deel is hij post-modern bezig (richting Matthews), maar deel 2 neigt naar een schimmige, mysterieus Mahler-deel in kamermuziekstijl. Uiteraard is de muziek van Maw daarbij aangepast aan de klassieke muziek van de 20e eeuw met dissonanten en clusters maar de overeenkomst is direct hoorbaar.

## Delen
1. Molto sostenuto
2. Threnody
3. Variations

Deze driedelig opzet is eigenlijk vierdelig; in deel 1 zit het scherzo verwerkt, binnen de symfonie meestal deel 2. In deel 2 speelt de altvioolstem een variant (geen variatie) van de klarinetpartij uit deel 1; deel 3 begint met een hoornpartij, die weer verwijst naar een thema uit deel 2. De muziek klinkt eerder theoretisch dan gevoelsmatig, doch eindigt op een puur tonaal akkoord. Belangrijke partij in deze Sinfonia is weggelegd voor de klarinet, die het werk inleidt en steeds een belangrijke stem heeft in het geheel zonder dat dat uitmondt in een concertovorm.

## Orkestratie
- 1 dwarsfluit met ook piccolo; 2 hobo's waarvan een soms althobo; 2 klarinetten; 2 fagotten;
- 2 hoorns
- minimaal 5 eerste violen; 4 tweede violen; 3 altviolen; 3 celli; 1 contrabas

## Bron en discografie
- Uitgave Lyrita: English Chamber Orchestra o.l.v. Norman Del Mar